# Kakariki novokaledonský
Kakariki novokaledonský (Cyanoramphus saisseti) je papoušek z rodu kakariki (Cyanoramphus), který se endemicky vyskytuje na Nové Kaledonii. 

## Systematika
Druh poprvé popsali Jules Verreaux a Marc Athanase Parfait Œillet Des Murs v roce 1860. Taxonomické zařazení druhu provázely dlouhá desetiletí neshody. Kakariki novokaledonský byl dlouhou dobu považován za poddruh či morfu kakarikiho rudočelého (Cyanoramphus novaezelandiae). Studie DNA z roku 2001 nicméně jednoznačně ukázala, že se jedná o samostatný druh. Ba co více, jedná se o bazálního představitele celého rodu kakariki (Cyanoramphus).

## Popis
Jedná se o středně velkého papouška s délkou těla kolem 26–32 cm; samci bývají o něco větší než samice. Dlouhý ocas dosahuje délky 13–17 cm. Opeření je převážně do zelena s občasným jemným modrozeleným odleskem na ocasu a fialovomodrým odleskem na letkách. Na stranách kostřece se nachází červené skvrny. Spodina je žlutozelená, spodní krovky ocasní zelené. Výrazné je karmínově zbarvení peří na hlavě; tlustý karmínový pruh se táhne od kořene horního zobáku na vrchol hlavy, tenčí proužky vybíhají od horního zobáku přes oči až k ušním otvorům. Opeření samců a samic je velmi podobné.

## Biologie
Papoušek obývá husté pralesní porosty nížinatých i horských oblastí. Je převážně zrnožravý, hlavní potravní složku tvoří semena a ovoce, potravu doplňuje bobulemi, ořechy a částmi rostlin jako jsou listy, květy nebo pupeny. Krmí se ve stromoví i na zemí. Vyskytují se samostatně, v páru nebo malých, patrně rodinných skupinkách. K hnízdění dochází od listopadu fo ledna. Samice klade 2–5 vajec do hnízda v dutině stromu.
Kakariki novokaledonský má na papouška poměrně jedinečný způsob rozmnožování, kterým je kooperativní polyandrie tzn. samice má více samců, kteří mezi sebou nesoupeří. V případě kakarikiho novozélandského má samice vždy dva samce, jednoho velikostně většího a druhého menšího, kteří kopulují se samicí a obstarávají krmení pro samici a ptáčata v době hnízdění.